# Маєвський Олександр Григорович
Маєвський Олександр Григорович — фахівець у галузі машинобудування. Доктор технічних наук (1972), професор (1973).

## Біографія
Закінчив Київський автомобільно-дорожній інститут в 1950 р. Працював на виробництві в Українському НДІ механізації та електрифікації сільського господарства в 1953—1960рр; Державний НДПІ вугільної промисловості 1960—1966 рр.; обидва — Київ.
Київський автомобільно-дорожній інститут: в 1966—1978рр — завідувач кафедри дорожніх машин, в 1978—1992 — професор цієї кафедри.
Наукові дослідження: створення розподільних паливних насосів тракторних двигунів. Розробив теорію та методику розрахунків ходового обладнання землерийних машин.